# Spadkobiercy tytanów
Spadkobiercy tytanów (ang. Class of the Titans, 2005–2008) – kanadyjski serial animowany dla nastolatków opowiadający o siódemce przyjaciół, posiadających mistyczne moce.

## Fabuła
Tysiące lat temu najmłodszy z tytanów Kronos został uwięziony przez swego syna Zeusa. Kronosowi udało się jednak podstępem uciec z Tartaru i teraz próbuje zdobyć panowanie nad światem. Istnieje przepowiednia, która może pokrzyżować mu plany – siedmiu nastolatków stanie na jego drodze do władzy. Są to nieznani potomkowie wielkich mitologicznych bohaterów, herosi chronieni przez bogów Olimpu.

## Bohaterowie

### Ludzie

#### Jon(ang. Jay)
- Wygląd

Jest dość wysoki, ma brązowe oczy i jasnobrązowe włosy. Zazwyczaj jest ubrany w luźne dżinsy i żółto-fioletową koszulkę.
- Opis, umiejętności i rola w drużynie

Przywódca siódemki herosów. Pierwszy odnaleziony przez Hermesa. Razem z Hersem i Aretą, byli pierwszymi, którzy dotarli do Nowej Olimpii i pierwszymi, którzy walczyli z Kronosem. Potomek Jazona. Jego matka jest greczynką, dlatego dorastał na historiach z greckiej mitologii. Na początku nie był pewny, czy nadaje się na lidera. Podczas gdy inni odznaczają się konkretnymi cechami lub umiejętnościami (np. czytanie w myślach w przypadku Tezji), które mogą świadczyć o ich boskim pochodzeniu, u niego nie są one aż tak wyraźnie zarysowane. Kiedy pozostali członkowie są nieco zagubieni w różnych mitologicznych historiach, Jon jest tym, który wszystko im tłumaczy. Bierze swoją rolę bohatera bardzo poważnie, zawsze martwi się o każdy najmniejszy szczegół ich planu, doszukuje się potencjalnych sztuczek i pułapek, nawet gdy inni uważają, że wszystko jest w porządku. Jest bardzo odpowiedzialny. Interesuje się astronomią. Jego hobby jest żeglowanie.

Jego mentorką jest Hera.

W terenie walczy mieczem.
- Relacje z innymi bohaterami

Przyjaciele bardzo go szanują, chociaż czasem narzucane przez niego tempo i intensywność treningów, nacisk jaki kładzie na potrzebę dobrego przygotowania się na atak Kronosa, działa wszystkim na nerwy.

Jest zakochany w Tezji z wzajemnością. W pierwszym odcinku, kiedy pyta ją czy umie czytać w myślach, jest nieco zmieszany, co może oznaczać, że nie chciał, by wiedziała, że mu się spodobała. W odcinku „Psoty Erosa” pocałowała go w policzek. Ostatni odcinek drugiej serii kończy ich namiętny pocałunek.

#### Tezja(ang. Theresa)
- Wygląd

Średniego wzrostu, szczupła, wysportowana, ma proste blond włosy do połowy pleców i zielone oczy. Zazwyczaj ubrana w niebieskie dżinsy, różowy podkoszulek i białe tenisówki bez skarpet.
- Opis, umiejętności i rola w drużynie

Jest jasnowidzem. Potomkini Tezeusza. Obdarzona szóstym zmysłem, a także zmysłem niebezpieczeństwa (określa wszystkie niebezpieczeństwa, które dotyczą jej oraz jej przyjaciół). Jej moce ciągle wzrastają, w tym moce telepatyczne i telekinetyczne. Zdobyła czarny pas w tea kwon w wieku 12 lat, więc jest świetna w walce wręcz. Gra w Lacrosse w drużynie Olympia High. Na początku myślała, że Jon jest chłopakiem Arety.

Jej mentorką jest Persefona.

W terenie walczy Nunczako.
- Relacje z innymi bohaterami

Przyjaźni się z Aretą (są jedynymi dziewczynami w drużynie).
Jest zakochana w Jonie, z wzajemnością.

#### Odie
- Wygląd

Drobny, szczupły, niski, niezbyt silny, przez co często jest przedmiotem żartów (jest potomkiem herosa u dużej sile fizycznej, a jemu samemu jej brakuje). Jest Afroamerykaninem, ma afro i brązowe oczy. Zazwyczaj ubrany w brązowe spodnie i czerwoną bluzę z kapturem.
- Opis, umiejętności i rola w drużynie

Mózg drużyny. Potomek Odyseusza. Rzadko bierze udział w bezpośredniej walce, zazwyczaj tylko kontaktuje się z drużyną przez radio i doradza im co powinni zrobić. Ma poczucie humoru, cierpi na klaustrofobię, jest najniższy w drużynie. Ma bardzo wysokie IQ. Jest leworęczny. Kiedyś Kronos go zabił, jednak Jon cofnął się w czasie i temu zapobiegł.

Jego mentorem jest Hermes.

Jego jedyna „broń” to jego laptop i mózg.
- Relacje z innymi bohaterami

Wszyscy go lubią, jednak często wykorzystują go do żmudnego przeszukiwania internetu w poszukiwaniu jakiegoś śladu Kronosa.

Chociaż często go drażni, przyjaźni się z Narem.

#### Hers(ang. Herry)
- Wygląd

Najwyższy z całej drużyny, umięśniony, ma brązowe włosy i brązowe oczy. Zazwyczaj ubrany w zieloną koszulkę i szare spodnie.
- Opis, umiejętności i rola w drużynie

Siłacz. Potomek Herkulesa. Jako trzeci znaleziony przez Hermesa. Razem z Jonem i Aretą, byli pierwszymi, którzy dotarli do Nowej Olimpii i pierwszymi, którzy walczyli z Kronosem. Niezbyt bystry, posiada nadludzką siłę. Wychowywał się na farmie u swojej babci, o którą się bardzo troszczy. Zazwyczaj polega tylko na swojej sile, co często nie kończy się dobrze. Umie prowadzić, jest kierowcą drużyny, podróżują ulepszonym przez Hefajstosa truckiem Hersa, który dostał od babci. Czasami wpada w szał, np. w odcinku „Dzień Matki”, gdy jego babcia została zaatakowana. Nie sposób go wtedy powstrzymać. W głębi jest łagodny, dobry i szlachetny. W kryzysowych sytuacjach zawsze na pierwszym miejscu stawia dobro innych. Jest opiekuńczy i miły. Ma słabość do jedzenia. Cierpi na chorobę morską. Śpi z pluszowym misiem.

Jego mentorem jest Herkules.

Nie ma stałej broni. Podczas walki potrafi skorzystać ze wszystkiego co ma pod ręką.
- Relacje z innymi bohaterami

Przyjaźni się ze wszystkimi.
Aki często naśmiewa się z jego niewielkiej inteligencji, ale Hers zazwyczaj tych żartów nawet nie rozumie.

Hers bardzo troszczy się o dziewczyny z drużyny. W odcinku „Jak toczący się kamień”, gdy ktoś popchnął Tezję i nawet nie powiedział, że mu przykro, Hers bardzo się zdenerwował i zapewnił Tezję, że go tu sprowadzi, i że temu komuś „będzie bardzo przykro”.

Atenę, która jest ich opiekunką i gotuje, bardzo lubi, ale trochę się jej boi, bo ta wścieka się na niego gdy podjada i opróżnia całą lodówkę.

#### Nar(ang. Neil)
- Wygląd

Dość wysoki, przystojny, ma blond włosy i niebieskie oczy. Zazwyczaj ubrany w biało-czarną bluzkę i czarne spodnie.
- Opis, umiejętności i rola w drużynie

Potomek Narcyza. Arogancki, pewny siebie, narcystyczny, próżny, przewrażliwiony na punkcie swojego wyglądu. Jego „mocą” jest niewiarygodne szczęście. Gdy walczy, jego przeciwnik, np. potyka się i upada u jego stóp. Zawsze wygrywa rzut monetą. W odcinku „Złoty chłopiec” został ukarany za swoją próżność i zamieniał wszystko w złoto swoim dotykiem. Gdy zamienił w złoto Aretę, Odiego i Hersa, pożałował wszystkiego co robił i czar został cofnięty.

Jego mentorką jest Afrodyta.

Nie ma żadnej broni, na co zresztą bardzo często narzeka.
- Relacje z innymi bohaterami

Denerwuje wszystkich, ale w gruncie rzeczy, jest dość lubiany.

#### Aki(ang. Archie)
- Wygląd

Jest średniego wzrostu, wysportowany, ma fioletowe włosy, szare oczy i haczykowaty nos. Zazwyczaj ubrany w niebiesko-żółte spodnie dresowe i bluzę z kapturem. Ma na lewym udzie bliznę od podrapania wilka. Nosi złoty ochraniacz na prawej kostce, z powodu „chorej pięty”, nie jest powiedziane co dokładnie mu dolega. Jest to nawiązanie do Achillesa, który zginął trafiony w jedyny słaby punkt – piętę.
- Opis, umiejętności i rola w drużynie

Wojownik. Potomek Achillesa. Jest silny, zwinny, prawie tak szybki jak Areta. Na początku nie chciał dołączyć do drużyny, nie wierzył w to co mówili bogowie. Jest złośliwy, pewny siebie, arogancki i sceptyczny. Stara się być macho, lubi się popisywać. Panicznie boi się wody, aż do odcinka „Lekcja Pływania”, w którym Areta, po tym jak poczuła się winna, bo się z niego naśmiewała, nauczyła go pływać. Jest leworęczny.

Jego mentorem jest Ares.

W terenie walczy Biczem Hefajstosa.
- Relacje z innymi bohaterami

Jest zakochany w Arecie. W odcinku „Natura rzeczy”, chciał ją zaprosić na randkę, ale chłopaki mu to odradzili. W odcinku „Puszka strachu”, gdy Areta była chora, pocałował ją w policzek, ale ona tego nie pamiętała. W odcinku „Egzamin”, gdy była zahipnotyzowana, zapędził się i prawie powiedział jej, że ją kocha. W odcinku „Dzwonek niezgody” gdy przez stworzony przez Kronosa dzwonek, wszyscy kłócili się ze sobą, Aki myślał, że Jon podrywa Aretę, więc go zaatakował, krzycząc żeby nie zbliżał się do „jego terytorium”.

#### Areta(ang. Atlanta)
- Wygląd

Niska, szczupła, wysportowana, ma czerwone włosy z rudymi pasemkami i grzywkę i piwne oczy. Zazwyczaj jest ubrana w zielone spodnie z kieszeniami, niebieską koszulkę, czarno-białe trampki i podkolanówki. Ma na prawym ramieniu bliznę – pamiątkę po walce z pumą. Ma złote kolczyki, po dwa w każdym uchu.
- Opis, umiejętności i rola w drużynie

Łowczyni. Potomkini Artemidy. Jako druga znaleziona przez Hermesa. Razem z Jonem i Hersem, byli pierwszymi, którzy dotarli do Nowej Olimpii i pierwszymi, którzy walczyli z Kronosem. Jest niesamowicie szybka, zwinna i zręczna. Woli działać niż myśleć. Jest niecierpliwa, ale jednocześnie pracowita, czasem wręcz nadgorliwa. Wychowywała się otoczona różnymi rodzajami broni, stąd jej zamiłowanie do nich nawet w Nowej Olimpii. Bardzo dobrze posługuje się łukiem. Jest świetna w polowaniu, potrafi wytropić wszystko (w odcinku „Pozycja gwiazd” Aki założył się z nią, że go nie wytropi). Jest najmłodsza w drużynie, co uwielbia jej wypominać Aki. Razem z Tezją gra w Lacrosse w drużynie Olympia High.

Jej mentorką jest Artemida.

W terenie walczy kuszą na nadgarstku, wcześnie używała Bolas.
- Relacje z innymi bohaterami

Przyjaźni się z Hersem, który troszczy się o nią. W ostatnim odcinku drugiego sezonu, gdy wszyscy są przekonani, że Tezja nie żyje, Hers przytula Aretę.

Przyjaźni się z Tezją.

Areta nie jest zainteresowana umawianiem się z chłopakami, aczkolwiek podobał się jej Pan – bożek lasu podszywający się pod ucznia liceum. Występował jako DJ Panika i zbierał pieniądze dla Zielonego Sojuszu. Areta zaczęła się z nim spotykać co doprowadzało Akiego do szału.

W czasie trwania serialu powoli ujawniają się w niej uczucia do Akiego. Na początku stara się nie okazywać swojego zainteresowania nim, ale np. nie może powstrzymać zazdrości, gdy po raz pierwszy spotykają Afrodytę i Aki (jak zresztą wszyscy chłopcy) nie potrafi oderwać od niej wzroku. W odcinku „Pandemonium”, kiedy Pan zaproponował jej by została z nim, zerknęła na Akiego i odmówiła. W odcinku „Konkurs Piękności” Afrodytę odwiedził Adonis i zauroczył wszystkie dziewczyny, łącznie z Aretą. Aki był wściekły i Arecie zdawało się sprawiać przyjemność patrzenie na jego zazdrość.
Aki i Areta oficjalnie zostali parą w odcinku „Lekcja Pływania”, gdy Aki o mało nie ginie i Areta uświadamia sobie, że zależy jej na nim tak samo jak jemu na niej.

### Bogowie
- Hera – mentorka Jona, jest królową Olimpu i żoną Zeusa.
- Kronos – serialowy Kronos jest połączeniem Chronosa, czyli boga czasu oraz Kronosa, ojca Zeusa, Hery, Posejdona, Hadesa, Hestii i Demeter. Jest on głównym czarnym charakterem w serialu. W noc sylwestrową uciekł z Tartaru, a teraz pragnie zemsty na bogach. Wyrocznia przepowiedział mu, że siódemka Herosów pokrzyżuje jego plany. Robi wszystko, aby do tego nie doszło.
- Atena – bogini wojny i mądrości. Opiekuje się herosami w internacie. Jej ulubionym zajęciem jest gotowanie. Hers ją bardzo docenia, ponieważ Atena zawsze przygotuje mu jakieś pyszności. Uwielbia szyć, przez co miała konflikt z Arachne.
- Persefona – mentorka Tezji. Jest żoną Hadesa i córką Demeter. Zna czary i telepatię. Przeważnie jest miła i łagodna, lecz nie należy jej drażnić. Wtedy ciska błyskawicami, a jej skóra staje się niebieska.
- Hefajstos – bóg ognia i kowali. Odpowiada za transport herosów. Stworzył roboty, które pomagały mu podczas pracy. Jego pracownia znajduje się pod szkołą Olimpijską. Jest mężem Afrodyty.
- Ares – mentor Akiego i bóg wojny. Razem z Artemidą szkoli herosów na sali gimnastycznej. Jest bardzo surowy i uparty. Zawsze chwali Akiego.
- Artemida – mentorka, a zarazem przodkini Arety i bogini łowów. Jest siostrą Apollina. Razem z Aresem szkoli herosów na sali gimnastycznej. Jej wybrankiem był wspaniały myśliwy – Orion. Niestety, nie wszystko poszło po jej myśli.
- Hermes – mentor Odiego, posłaniec bogów, ale również bóg podróży, handlu i języków. W swoim pokoju ma portal do wybranego miejsca na Ziemi. To on zebrał wszystkich herosów do szkoły Olimpijskiej. Laską Herolda, którą posiada, może poskromić najdziksze zwierzę.
- Afrodyta – mentorka Nara, bogini miłości i piękna. Mieszka w wielkiej komnacie, gdzie ma własne spa. Posiada mnóstwo eliksirów. Jest matką Erosa i żoną Hefajstosa.
- Zeus – król bogów. Nie widzimy go za często. Na początku podawał się za woźnego, ale Herosi odkryli jego tożsamość.
- Posejdon – bóg morza, brat Zeusa i Hadesa. Ma ogon jak syrena. Panuje nad wodami całego świata. Jego pałac znajduje się w morzu niedaleko Grecji. Jego największymi wrogami są Telkinowie (odc. 46) i Kraken (odc. 16). Ma 2 synów: cyklopa Polifema i herosa Tezeusza.
- Hades – mieszka w Podziemiach razem z żoną Persefoną oraz z pupilkiem Cerberem. Jest bogiem Podziemi. W jego królestwie mieszkają Tanatos i Morfeusz.
- Herakles – bóg siły i sportu. Jest mentorem, a zarazem przodkiem Hersa. Kiedyś był herosem, ale przez swoje bohaterskie czyny został bogiem. Jego ulubionym zajęciem jest siłowanie się z Artemidą oraz chwalenie się swoimi 12 pracami.
- Pan – bożek lasów. Pojawił się jako DJ Panika i hipnotyzował ludzi swoją muzyką. Na szczęście, dzięki Arecie i innym Herosom naprawił swoje błędy. Później pojawił się jeszcze raz. Pomógł Arecie i Akiemu wejść do Ogrodu Hesperyd. Wystąpił w odcinku #5 i #32.
- Hekate – bogini czarów i magii. Została wygnana na Księżyc za używanie czarnej magii. Kronos ściągnął ją na Ziemię, aby pokonała herosów. Wystąpiła w odcinku #8.
- Dionizos – bóg winorośli i zabawy. Postanowił, że będzie używał swej wiedzy chemicznej w pożyteczny sposób. Pomógł herosom w pokonaniu Sipera, który wyszedł z Puszki Pandory.
- Eol – król wiatrów. Pomógł Odiemu pokonać Kronosa. Wystąpił w odcinku #15.
- Eros – bóg miłości i syn Afrodyty. Kronos zahipnotyzował go, aby użył swoich Strzał Nienawiści po to, by ludzie zaczęli się nienawidzić. Na szczęście herosi go odczarowali. Jego żoną jest Psyche.
- Tanatos – bóg śmierci. Mieszka w Podziemiach, zabiera dusze do świata umarłych. Jest bardzo niebezpieczny. Wystąpił w odcinku #27 i #45.
- Fobos – bóg strachu, syn Aresa. Kiedy Aki spojrzał w jego maskę zaczął wszystkiego się bać. Wystąpił, a właściwie jego maska wystąpiła w odcinku #33.
- Demeter – matka Persefony, bogini przyrody i urodzaju. Gdy Persefona spędza z nią czas jest szczęśliwa, jest wtedy wiosna i lato, a gdy Persefona odchodzi do Hadesa, Demeter jest smutna i wtedy jest jesień i zima. Wywołała wielką zimę, gdy dowiedziała się, że Persefona została porwana. Wystąpiła w odcinku #34.
- Gaja – matka Kronosa i babcia Zeusa. Porwała Zeusa i żądała, aby jej podziękował za to, że go wychowała. Gdy to uczynił, Gaja była bardzo uradowana i go wypuściła. Wystąpiła w odc. #36.
- Eris – bogini niezgody. Dzięki dzwonkowi, który dostała od Kronosa powodowała kłótnie u ludzi, a także u bogów. Wystąpiła w odcinku #37.
- Harmonia – bogini porządku, ładu i harmonii. Została zamieniona w wielką kobrę. Jej piosenka łamie czar Eris. Wystąpiła w odcinku #37.
- Fortuna – bogini szczęścia i losu. Posiada własne kasyno o nazwie FORTUNA. Wystąpiła w odcinku #44.
- Morfeusz – bóg snów i wizji. Pomagał Tezji w nauce magii. Pojawił się w odcinku #39.
- Nemezis – bogini zemsty. Rzuciła na Nara klątwę Midasa, za to, że źle potraktował dziewczynę. Pojawiła się w odcinku #51.

### Potwory
- Tyfon – ojciec potworów, syn Gai. Został uwięziony w Etnie przez Zeusa, ale Kronos go uwolnił, po to, aby siał spustoszenie i powstrzymał Herosów. Na szczęście Aki i Areta go pokonali. Pojawił się w odcinku #1 i #2.
- Cerber – trójgłowy pies z wężowym ogonem, pilnuje bram do Podziemia i jest pupilkiem Hadesa. Kronos spuścił go ze smyczy w odcinku #4, ale nasi bohaterowie go złapali i oddali Hadesowi.
- Gryfy – Hermes lata z nimi roznosić wiadomości.
- Smoki – często pojawiają się w serialu.
- Trzy Gorgony (Meduza, Steno i Euriale) – Meduza zaatakowała Nara w miejskim Zoo, ale dzięki swojemu szczęściu ją pokonał. Herosi zabrali ją później do Nowej Olimpii. Niestety, jej siostry porwały Nara i żądały, żeby Herosi oddali im Meduzę za Nara. Gorgony mają węże zamiast włosów, a ich wzrok może zamienić w kamień. Pojawiły się w odcinku #9.
- Chimera – wygląda jak skrzyżowanie lwa, kozy i węża. Kronos wypuścił tego stwora, gdy walczył z Herosami. Podczas walki Chimera ukąsiła Jona. Jej ad zwalczą tylko maki z Wąwozu Hypnosa. Pojawiła się w odcinku #19.
- Minotaur – właściwie było kilka Minotaurów, ponieważ Kronos je sklonował. Zamieszkały w podmiejskim „labiryncie” i porywały ludzi. Pojawiły się w odcinku #10.
- Siper – to śmiertelna choroba, wyszła z puszki Pandory w odcinku #13.
- Scylla – Kronos wykorzystał ją do powstrzymania Herosów. Na szczęście jej się nie udało. Pojawiła się w odcinku #15.
- Kraken – wielki morski stwór, pół-człowiek, pół-ośmiornica. Kronos wypuścił go, aby zwabić Posejdona i zabrać mu trójząb. Pojawił się w odcinku #16.
- Lew nemejski – gdy Kronos wysłał Hersa do przeszłości, jego pierwszym zadaniem było pokonanie owego lwa. Jego skóry nie mogło przebić żadne ostrze, więc jedynym wyjściem było go udusić. Pojawił się w odcinku #21.
- Hydra lernejska – był to wielki wężowy stwór z dziewięcioma głowami. Zabicie jej było drugim zadaniem Hersa, po tym, jak Kronos zabrał go do przeszłości. Gdy Hers obciął jej głowę, ona natychmiast odrastała, jedynym wyjściem było więc podpalenie rany po obciętej głowie. Pojawiła się w odcinku #21.
- Smok Ladon – Ladon to smok strzegący złotych jabłek w ogrodzie Hesperyd. Aby Hers mógł wrócić do domu, musiał go pokonać. Pojawił się w odcinku #21.
- Mrówki mutanty – to zamienieni przez Kronosa żołnierze. Zamienił ich w mrówki używając bransoletki Zeusa, która potrafi zamieniać ludzi w te owady. Pojawiły się w odcinku #22.

### Mitologiczne postacie
- Giganci – bezmyślni słudzy Kronosa. Do najlojalniejszych gigantów należy Agnon. Z odcinka na odcinek jest ich coraz mniej, np.: jednego z nich pożarł Tyfon, jednego Kronos zamienił w kamień, a kolejnego zamknęła w Tartarze Campe.
- Chiron – centaur, mieszka wraz z bogami w Nowej Olimpii. Jest przyjacielem Herosów. Posiada ogromną wiedzę o rozmaitych stworach oraz jest wspaniałym lekarzem.
- Atlas – tytan. Dźwiga na swoich barkach sklepienie niebieskie. Jego żoną jest Pleione. Wystąpił w odcinku #6.
- Pleione – żona Atlasa, świetnie robi masaż. Bohaterowie poznali ją w odcinku #6.
- Amazonki – plemię wojowniczych kobiet prowadzonych przez Medelię. Gdy Herosi zostali porwani na bezludną wyspę, Tezja i Atera musiały z nimi walczyć w odcinku #11.
- Campe – strażniczka Tartaru. Tak jak Herosi chce złapać Kronosa. Początkowo nie chciała współpracować z Herosami, ale później doszli do porozumienia. Campe posiada gigantycznego skorpiona. Pojawiła się w odcinku #12 i #31.
- Nadzieja – wyszła z puszki Pandory razem z Siperem. Pomogła Akiemu uwierzyć w siebie. Pojawiła się w odcinku #13.
- Arachne – niegdyś prządka, teraz wielki pająk. Został tym pajęczakiem, bo zdenerwowała Atenę. Bogini ze złości zamieniła ją w pająka. Pojawiła się w odcinku #14.
- Polifem – cyklop, który nienawidził Odyseusza za to że go oślepił. Poprzysiągł sobie zemstę na Odie’em i jego przyjaciołach. Pojawił się w odcinku #19.
- Psyche – żona Erosa, boga miłości. Została porwana przez Kronosa. Żeby ją uwolnić Eros musiał strzelać w ludzi strzałami nienawiści.
- Król Minos – sędzia w Hadesie. Bohaterowie poznali go w odcinku #19.
- Złoty robot i srebrny robot – roboty, które stworzył Hefajstos, aby pomagały mu w pracy. Są bardzo obyte w mechanice i kowalstwie. Poświęciły się, aby ratować Herosów. Pojawiły się w odcinku #20.
- Talos – olbrzym, którego stworzył Hefajstos. Gdy Jazon i Argonauci przybyli na Kretę (której Talos miał pilnować), odkręcili korek na jego stopie, a cała krew z niego wypłynęła. W ten sposób mogli się spokojnie wyspać. Kronos ożywił go i kazał mu siać spustoszenie. Żeby ratować Herosów przed tym olbrzymem, roboty poświęciły się i zepchnęły go do wulkanu. Niestety, same też do niego wpadły. Pojawił się w odcinku #20.
- Syreny – te pierzaste kobiety uwiodły Hersa swoim przepięknym śpiewem, aby wpadł w pułapkę Kronosa. Pojawiły się w odcinku #21.
- Melampus – wróżbita, potrafi rozmawiać ze zwierzętami. Pojawił się w odcinku #23.

## Wersja polska
Wersja polska: na zlecenie MiniMini (odc. 1-5) /ZigZap (odc. 6-52) − Master Film

Reżyseria:
- Dorota Kawęcka (odc. 1-29, 35-39, 43-52),
- Ewa Złotowska (odc. 30-34, 40-42)

Dialogi:
- Antonina Kasprzak (odc. 1-4),
- Kamila Klimas-Przybysz (odc. 5-9, 15-17),
- Elżbieta Jeżewska (odc. 10-14, 25-29, 34, 40-46),
- Karolina Anna Kowalska (odc. 18, 30-33),
- Iwona Bolesta (odc. 19-24, 35-39, 47-52)

Dźwięk:
- Paweł Nowacki (odc. 1-9, 15-52),
- Aneta Michalczyk-Falana (odc. 10-14),
- Wojciech Kalinowski (odc. 30-34)

Montaż:
- Agnieszka Kołodziejczyk (odc. 1-9, 20-29, 35-52),
- Aneta Michalczyk-Falana (odc. 10-14),
- Jan Graboś (odc. 15-19),
- Paweł Siwiec (odc. 30-34)

Kierownictwo produkcji: Agnieszka Wiśniowska
Wystąpili:
- Leszek Zduń − Jon
- Waldemar Barwiński −
  - Hermes,
  - Gary (odc. 23)
- Agnieszka Fajlhauer − Areta
- Artur Pontek − Odie
- Anna Gajewska − Tezja
- Janusz Zadura − Aki
- Łukasz Lewandowski − Nar
- Michał Konarski − Hers
- Marek Barbasiewicz − Kronos
- Elżbieta Kijowska − Hera
- Andrzej Gawroński − Wyrocznia
- Monika Wierzbicka −
  - Artemida,
  - Atropos (odc. 19)
  - Hora wiosny (odc. 26)
- Iwona Rulewicz −
  - Afrodyta,
  - Calypso (odc. 15),
  - Złoty robot (odc. 20),
  - Sybaris (odc. 24)
  - Hekate (odc. 8)
- Robert Tondera −
  - Apollo,
  - Hades
  - Herakles (odc. 21),
  - Suez (odc. 22)
- Zbigniew Konopka −
  - Chiron
  - Atlas (odc. 7)
- Andrzej Chudy −
  - Narrator,
  - Pracownik kina (odc. 8),
  - Polifem (odc. 17),
  - Król Minos (odc. 19),
  - Tata Tezji (odc. 20,33),
  - Logus (odc. 22),
  - Melampus (odc. 23)
- Jacek Wolszczak − Phil / Pan (odc. 5)
- Paweł Szczesny −
  - Hefajstos,
  - Eros (odc. 18)
- Brygida Turowska −
  - Persefona,
  - Psyche (odc. 18),
  - Srebrny robot (odc. 20)
  - Harmonia (odc. 37)
- Agata Gawrońska − Atena
- Klementyna Umer − Medelia (odc. 11)
- Elżbieta Gaertner − Campe (odc. 12)
- Joanna Pach −
  - Nadzieja (odc. 13),
  - Echo (odc. 25)
- Katarzyna Łaska −
  - Arachne (odc. 14)
  - Eris (odc. 37)
- Cezary Kwieciński − Autolikos (odc. 38)
- Piotr Zelt − Syzyf (odc. 45)
- Janusz Wituch − Adonis (odc. 48)
- Mirosław Wieprzewski
- Ewa Złotowska – babcia Hersa
- Dariusz Błażejewski
- Jerzy Mazur

## Odcinki
- Serial liczy 52 odcinki.
- Po raz pierwszy pojawił się w Polsce na kanale ZigZap:
  - I seria (odcinki 1-26) – 30 czerwca 2008 roku,
  - II seria (odcinki 27-52) – 19 stycznia 2009 roku.

### Spis odcinków
| Premiera odcinka | N/o | Polski tytuł             | Angielski tytuł                 |
| ---------------- | --- | ------------------------ | ------------------------------- |
|                  |     |                          |                                 |
| SERIA PIERWSZA   |     |                          |                                 |
|                  |     |                          |                                 |
| 30.06.2008       | 01  | Chaos                    | Chaos                           |
| 03.07.2008       | 02  | Chaos                    | Chaos                           |
| 07.07.2008       | 03  | Chaos                    | Chaos                           |
|                  |     |                          |                                 |
| 10.07.2008       | 04  | Najgorszy wróg człowieka | Man’s Worst Enemy               |
|                  |     |                          |                                 |
| 14.07.2008       | 05  | Natura rzeczy            | The Nature of Things            |
|                  |     |                          |                                 |
| 17.07.2008       | 06  | Koń trojański            | The Trojan Horse                |
|                  |     |                          |                                 |
| 21.07.2008       | 07  | Mechanizm z antikytery   | The Antikythera Device          |
|                  |     |                          |                                 |
| 24.07.2008       | 08  | Na rozstajach dróg       | See You at the Crossroads       |
|                  |     |                          |                                 |
| 28.07.2008       | 09  | Rywalizacja sióstr       | Sibling Rivalry                 |
|                  |     |                          |                                 |
| 31.07.2008       | 10  | Labirynt                 | Mazed and Confused              |
|                  |     |                          |                                 |
| 04.08.2008       | 11  | Zabójcza gra             | Field of Nightmares             |
|                  |     |                          |                                 |
| 11.08.2008       | 12  | Więzień Campe            | Prisoner Campe                  |
|                  |     |                          |                                 |
| 14.08.2008       | 13  | Puszka strachu           | Little Box of Horrors           |
|                  |     |                          |                                 |
| 18.08.2008       | 14  | Egzamin                  | Make-up Exam                    |
|                  |     |                          |                                 |
| 01.09.2008       | 15  | Odyseja                  | The Odie-sey                    |
|                  |     |                          |                                 |
| 02.09.2008       | 16  | Dorwać Krakena           | Get Kraken                      |
|                  |     |                          |                                 |
| 03.09.2008       | 17  | Oko za oko               | Eye for an Eye                  |
|                  |     |                          |                                 |
| 04.09.2008       | 18  | Psoty Erosa              | Bows and Eros                   |
|                  |     |                          |                                 |
| 05.09.2008       | 19  | Wyprawa do Hadesu        | Road to Hades                   |
|                  |     |                          |                                 |
| 08.09.2008       | 20  | Nieudany egzemplarz      | Many Happy Returns              |
|                  |     |                          |                                 |
| 09.09.2008       | 21  | Pracowity dzień          | Labour Day                      |
|                  |     |                          |                                 |
| 10.09.2008       | 22  | Mrówki mutanty           | They Might be G.I.Ants          |
|                  |     |                          |                                 |
| 11.09.2008       | 23  | Latający cyrk Kronosa    | Cronus’ Flying Circus           |
|                  |     |                          |                                 |
| 11.09.2008       | 24  | Fontanna Sybaris         | Sybaris Fountain                |
|                  |     |                          |                                 |
| 12.09.2008       | 25  | Ostatnie słowo           | The Last Word                   |
|                  |     |                          |                                 |
| 12.09.2008       | 26  | Przekładanka             | Time After Time                 |
|                  |     |                          |                                 |
| SERIA DRUGA      |     |                          |                                 |
|                  |     |                          |                                 |
| 19.01.2009       | 27  | Kronos pokonany          | Cronus Vanquished               |
|                  |     |                          |                                 |
| 20.01.2009       | 28  | Anatomiczna osobliwość   | Graes Anatomy                   |
|                  |     |                          |                                 |
| 21.01.2009       | 29  | Pozycje gwiazd           | Star Quality                    |
|                  |     |                          |                                 |
| 22.01.2009       | 30  | Niezapominajka           | Forget Me Not                   |
|                  |     |                          |                                 |
| 23.01.2009       | 31  | Wszystko w swoim czasie  | Time Enough For Everything      |
|                  |     |                          |                                 |
| 26.01.2009       | 32  | Pandemonium              | Pandemonium                     |
|                  |     |                          |                                 |
| 27.01.2009       | 33  | Strach ma wilcze oczy    | Nothing To Fear But Fear Itself |
|                  |     |                          |                                 |
| 28.01.2009       | 34  | Piekielny mróz           | Cold Day in Hades               |
|                  |     |                          |                                 |
| 29.01.2009       | 35  | Zakazany owoc            | Tantalize This                  |
|                  |     |                          |                                 |
| 30.01.2009       | 36  | Dzień matki              | Mother Knows Best               |
|                  |     |                          |                                 |
| 02.02.2009       | 37  | Dzwonek niezgody         | Applet of Discord               |
|                  |     |                          |                                 |
| 02.02.2009       | 38  | Zatruta strzała          | Bad Blood                       |
|                  |     |                          |                                 |
| 03.02.2009       | 39  | Wizje                    | Dreamweaver                     |
|                  |     |                          |                                 |
| 03.02.2009       | 40  | Okrutna piękność         | Breathtaking Beauty             |
|                  |     |                          |                                 |
| 04.02.2009       | 41  | Krok od katastrofy       | Recipe for Disaster             |
|                  |     |                          |                                 |
| 05.02.2009       | 42  | Powrót Polifema          | Polyphemus Returns              |
|                  |     |                          |                                 |
| 05.02.2009       | 43  | Kronos 2.0               | Cronus 2.0                      |
|                  |     |                          |                                 |
| 06.02.2009       | 44  | Strategia                | The Game Plan                   |
|                  |     |                          |                                 |
| 09.02.2009       | 45  | Jak toczący się kamień   | Like a Rolling Stone            |
|                  |     |                          |                                 |
| 09.02.2009       | 46  | Klucz Kronosa            | Cronus Keystroke                |
|                  |     |                          |                                 |
| 10.02.2009       | 47  | Labirynt                 | Daedalus or Alive               |
|                  |     |                          |                                 |
| 10.02.2009       | 48  | Konkurs piękności        | Face Off                        |
|                  |     |                          |                                 |
| 11.02.2008       | 49  | Lekcja pływania          | The Deep End                    |
|                  |     |                          |                                 |
| 12.02.2009       | 50  | Złoty chłopiec           | Golden Boy                      |
|                  |     |                          |                                 |
| 13.02.2009       | 51  | Ostatnie starcie         | Phantom Rising                  |
| 18.02.2009       | 52  | Ostatnie starcie         | Phantom Rising                  |
|                  |     |                          |                                 |